# Pseudocalamobius rufescens
Pseudocalamobius rufescens là một loài bọ cánh cứng trong họ Cerambycidae.